# Isopathie
Die Isopathie ist eine alternativmedizinische Behandlungsmethode, die sich von der Homöopathie ableitet. Sie wurde 1833 von dem Leipziger Tierarzt Johann Josef Wilhelm Lux (1773–1849) begründet. Eine Wirksamkeit wurde wissenschaftlich nicht nachgewiesen.

## Beschreibung
Lux nahm an, dass er an Milzbrand erkrankte Tiere behandeln konnte, wenn er das Blut kranker Tiere dreißigmal potenzierte und es ihnen dann zur innerlichen Anwendung gab. Anstelle des „Ähnlichkeitsprinzips“ („similia similibus curantur“ – „ähnliches wird ähnliches heilen“) der Homöopathie setzte er das „Gleichheitsprinzip“ („aequalia aequalibus curantur“ = „gleiches wird gleiches heilen“). Der bereits 1833 in Organon 5 (§ 56 Fußnote) von Samuel Hahnemann erwähnte Begriff „Isopathie“ wird jedoch nicht mehr in seiner ursprünglichen Bedeutung verwendet, sondern vielmehr mit dem Biologen Günther Enderlein assoziiert.
Nach Enderlein war das isopathische Heilprinzip bereits den Ärzten der Antike bekannt. Man fände es z. B. noch heute in der „Rinder-Urin-Therapie“ der traditionellen indischen Medizin. Der Urin der Rinder würde reichlich so genannte „Spermite“ enthalten. Darunter versteht Enderlein biologische Regulatoren aus dem Kreislauf eines hypothetischen, endogenen, polymorphen Mikroorganismus im Blut, den er „Endobiont“ nannte. Dieser Mikroorganismus im Blut sei in allen Säugetieren nachweisbar und für eine Vielzahl chronischer und degenerativer Leiden verantwortlich. Enderlein betrachtete diesen Mikroorganismus als einen „Ur-Symbionten“ der Wirbeltiere, der vor hunderten von Millionen Jahren in den Vorläuferorganismus der Säugetiere eingedrungen sei. Die Endobionten unterliegen einem natürlichen Regulationsmechanismus, bei dem die höher entwickelten, Krankheiten verursachenden Wuchsformen durch die „Spermite“ abgebaut und ausgeschieden werden. Das Rind sei von Natur aus hoch belastet, so dass der Urin reichlich „Spermite“ enthalte. Diese seien identisch mit den "Chondriten" genannten Kerneiweißen des Schimmelpilzes "Mucor racemosus" (Fresen), aus denen Enderlein sein isopathisches Heilmittel „Endobiont-Chondritin“ herstellte.
Mangels Kenntnis der historischen Bezüge und der enderleinschen Originalarbeiten wird heutzutage unter Isopathie eine historische Therapierichtung der Alternativmedizin verstanden, bei der Krankheitserreger zu Heilmitteln verarbeitet werden.
Die Isopathie beruhte auf der inzwischen widerlegten Lehre des Pleomorphismus, die zu Ende des 19. Jahrhunderts und zu Anfang des 20. Jahrhunderts von einigen Wissenschaftlern gestützt wurde, namentlich Antoine Béchamp und Günther Enderlein. Nach dieser Lehre würden Mikroorganismen im Körper unter besonderen Bedingungen in verschiedenen Erscheinungsformen und Entwicklungsstadien vorhanden sein. Der gesunde Organismus könne die pathogenen höher entwickelten Formen abbauen und unschädlich machen, der kranke, übersäuerte Organismus dagegen nicht. Durch die Verabreichung von nicht krankmachenden Entwicklungsstufen eines Keimes (Protiten oder Endobionten) könne ein Abbau der weiterentwickelten Bakterien oder Pilze ausgelöst werden und der Kranke gesunden.
Mittels bestimmter Arzneien (die die Erregerurformen nach den Vorgaben der Isopathie in einer aufbereiteten Form enthalten), kann das Symbiose-Gleichgewicht durch isotherapeutische Ausleitung wiederhergestellt werden. Als Basis für die Medikamente dienen Produkte der Toxine im Körper (z. B. Eiter), Körperprodukte (z. B. Hormone), Mittel der Schulmedizin und frisch gewonnene Materialien aus dem Körper des Patienten (z. B. Eigenblut).
Neben der medikamentösen Therapie befasst sich die Isopathie insbesondere auch mit der Aufrechterhaltung des natürlichen Körpermilieus. Neben der Korrektur des Säuren-Basen-Haushalts gehört daher eine gesunde Ernährung mit viel Früchten und Gemüse und wenig tierischem Eiweiß zu jeder isopathischen Therapie.

## Geschichte
Der Begründer der Homöopathie, Samuel Hahnemann, kritisiert die Isopathie bereits 1842 als eine „Unheil und Verschlimmerung der Krankheit“ (Anm. zu § 56, Organon der Heilkunst, 6. Aufl.) bewirkende Methode. Die Isopathie ist daher in ihrem Denken und ihrem Krankheitsverständnis nicht mit der Homöopathie zu verwechseln.
1925 beschrieb der in Berlin und Leipzig tätige Zoologe Günther Enderlein (1872–1968) in der Dunkelfeldmikroskopie bewegliche „Mini-Lebewesen“, die seiner Auffassung nach mit höher organisierten Bakterien Verbindungen eingingen. Abhängig vom Milieu entwickeln sich die Bakterien dann zu harmlosen oder zu krankmachenden Bakterien. Mikroorganismen seien also zu Formenwandel imstande (Pleomorphismus).

## Wissenschaftliche Betrachtung
Enderleins Entdeckungen und Postulate gelten in der Mikrobiologie als widerlegt. Die Methoden der Isopathie sind daher in der wissenschaftlichen Medizin nicht anerkannt. Es existiert – ähnlich wie bei der Homöopathie – kein wissenschaftlich fundierter Nachweis der Wirksamkeit der Isopathie.